# A Gathering of Days
A Gathering of Days: A New England Girl's Journal, 1830-32 (trad. litt. : « Un rassemblement de jours : Journal d'une fille de Nouvelle-Angleterre, 1830-1832 ») est un roman historique de Joan Blos, sorti en 1979. Il a remporté en 1980 le National Book Award for Children's Books (catégorie « à couverture rigide ») et la Médaille Newbery de 1980 pour son apport à la littérature pour enfants américaine.
Le roman est inédit dans les pays francophones.

## Genèse
Douze ans avant la sortie du roman, l'auteure réalise des recherches sur la demeure centenaire de son mari, présente dans le New Hampshire. Au fil de ses recherches, elle s'intéresse à l'histoire de la région, ce qui la pousse à écrire A Gathering of Days. Son roman de 1985, Brothers of the Heart: A Story of the Old Northwest, 1837–1838, aurait dû être une suite de A Gathering of Days, mais son écriture prit une tout autre direction. 

## Présentation
Le livre est écrit sous la forme d'un journal tenu par Catherine Hall, une jeune fille vivant dans un village rural de la Nouvelle-Angleterre avec son père veuf et sa sœur cadette. Le journal détaille sa vie quotidienne entre les années 1830 et 1832. Parmi les événements de ces deux années, plusieurs auront un impact profond sur le reste de sa vie. Il s'agit notamment de son aide apportée à une esclave évadée, du remariage de son père et de la mort subite de sa meilleure amie. 

## Personnages principaux

### Catherine Hall
Catherine, appelée Cath par ses amis, a treize ans au début du livre et a son anniversaire en mai. Sa meilleure amie est Cassie qui décède au cours du journal. 
Catherine a une sœur cadette, Matty. Sa mère est décédée quatre ans avant la publication du journal. Son père s'est remarié en mai 1831 et sa femme, veuve, a amené son propre fils pour vivre avec eux, Daniel. Ils ont tous compris comment devenir une famille et Catherine apprend à aimer sa nouvelle belle-mère. 

### Cassie Shipman
Cassie est la meilleure amie de Catherine. Elle a un an de plus que Catherine (quatorze ans) mais les filles ont la même taille. Elle a trois frères : David Horatio (deux ans de plus), Asa Hale (l'âge de Catherine) et William Mason, le bébé. À l'été 1831, Cassie est soudainement frappée d'une forte fièvre. Son état s'aggrave au cours des neuf jours suivants et elle meurt dans son sommeil le 20 août 1831. 
Dans sa lettre de 1899 à son arrière-petite-fille, Catherine dit de sa chère amie d'enfance, « de nous tous, elle est la seule à ne jamais vieillir ». 

## Accueil
Au moment de la publication du livre, Kirkus Reviews a déclaré : « Le ton est convenablement retenu, et le langage qui imite avec précision le phrasé et le style d'écriture de l'époque, est parfois si maladroitement formel que pour le suivre, le lecteur doit être très attentif. La récompense est un aperçu chaleureux et intéressant d'un mode de vie passé dépendant de la société proche des voisins, des amis et de la famille. Soigneusement recherché et livré de manière convaincante ». Dans un essai rétrospectif sur les livres primés à la médaille Newbery de 1976 à 1985, la critique littéraire Zena Sutherland (en) a écrit : « Le journal de Catherine montre sa réflexion de divers points de vue sur les esclaves en fuite. Il fait référence à l'histoire enregistrée ; mais les détails qui indiquent la recherche historique de la part de l'auteur ne sont jamais envahissants, et ils ne dominent pas l'histoire en obstruant le flux narratif. En somme, c'est un livre qui se déroule dans une période historique, mais ce n'est pas un livre sur le New Hampshire du XIXe siècle : c'est un livre sur un être humain ».